# Поддубный (фильм)
«Поддубный» — биографический драматический художественный фильм российского режиссёра Глеба Орлова, повествующий о жизни легендарного борца  Ивана Максимовича Поддубного. Главную роль сыграл Михаил Пореченков. В прокате с 10 июля 2014 года. Сюжетно фильм во многом повторяет советскую картину «Борец и клоун» (1958).

## Производство
Средства на съёмки фильма были предоставлены 1 июня 2012 года Фондом кино. Съёмки фильма длились без малого 2 года и проходили в Севастополе, Феодосии, Москве, Киеве, Санкт-Петербурге, Париже и Нью-Йорке. Сборы на премьерах составили от 10 до 12 млн долларов.
Режиссёр фильма Глеб Орлов признался, что:
События в фильме в чём-то соответствуют фактам биографии Поддубного, а в чём-то — нет, ведь это художественное кино. Наша картина — это рассказ об удивительной судьбе яркого и сильного человека и о том, как наперекор всем обстоятельствам он возвращается домой. Не в Россию с заглавной буквы, а в свою деревню, в свой маленький личный дом, без которого всё остальное не имеет смысла.
Исполнитель главной роли Михаил Пореченков рассказывал, что:
Съемки «Поддубного» стали сложнейшим стрессом для организма. Неоднократные травмы. Полный отрыв бицепса — руку потом обратно сшивали в Германии. Переломаны ребра, колено. По 18 часов день я «толкался» с настоящими борцами, действующими чемпионами. Нам помогали сборная Болгарии по боевому самбо, сборные Украины по вольной борьбе, по классической борьбе, по сумо. Если говорить о «Поддубном», то я большое удовольствие получил от работы с режиссёром Глебом Орловым. Это глубоко профессиональный человек. Мы долго обсуждали общую концепцию и, кажется, хорошо стали друг друга понимать. Меня потрясла до глубины души судьба Поддубного, этого великого и непокорного человека. В фильме мы взяли несколько эпизодов из его жизни и попытались отразить масштаб этой личности — как система пыталась навесить ярлык, подчинить Поддубного, а он сопротивлялся. Немцам Поддубный говорил, что он русский, а когда ему в паспорте пытались изменить национальность, он стукнул кулаком по столу: я украинец! Он не принимал любую власть, любое насилие, неуважение к себе и своими близким. Борец во всех смыслах этого слова, он стремился побеждать и выигрывал каждую свою микросхватку, но глобальную битву всё-таки проиграл. А может, и выиграл, кто знает.

## Сюжет

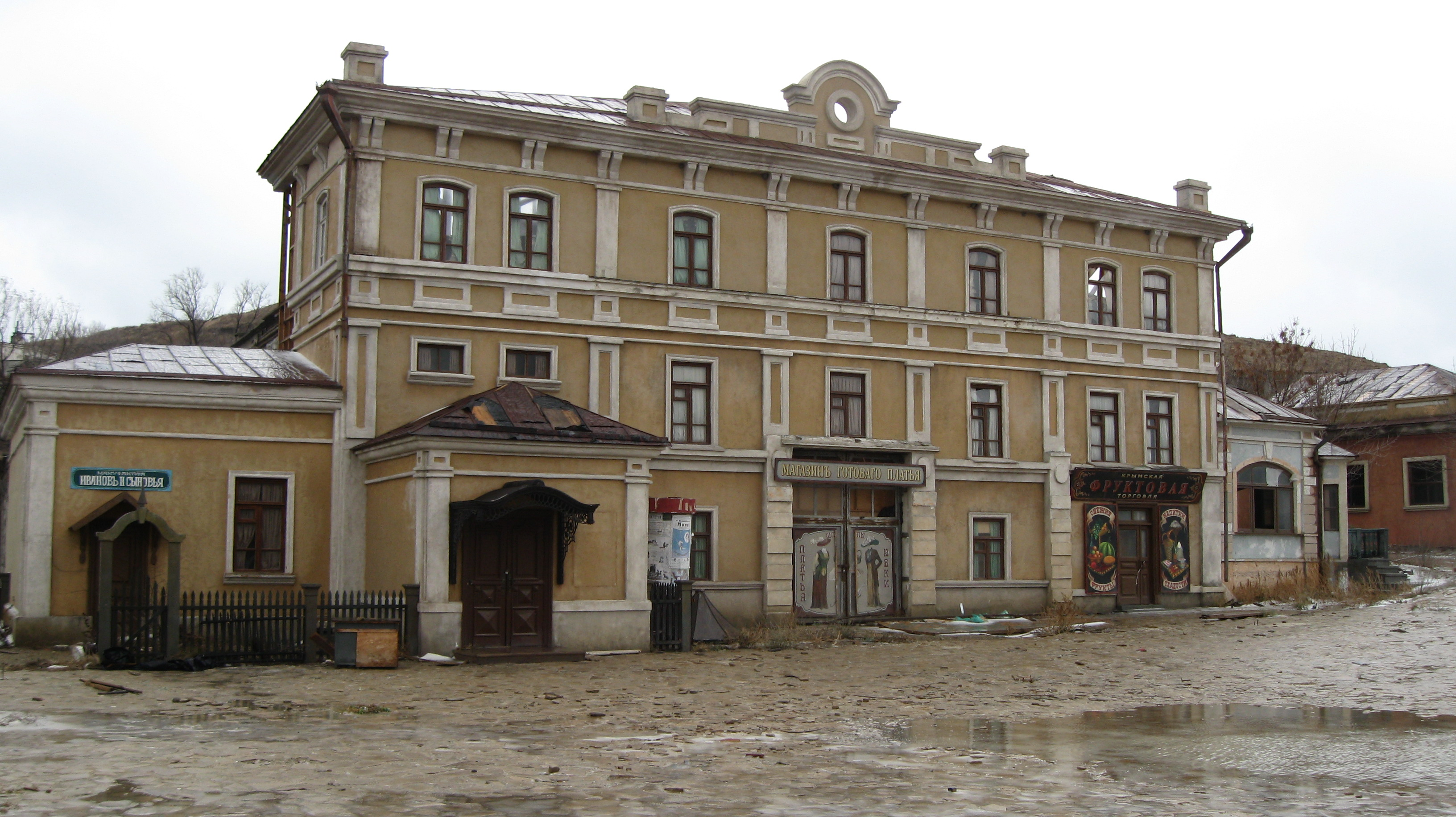
Декорации фильма в Феодосии

Фильм рассказывает о тридцати годах жизни Ивана Поддубного — простого деревенского парня, работающего грузчиком в Феодосийском порту.
Жизнь Ивана изменилась фактически в один день. В одном из гастролирующих цирков Иван по просьбе выступающих, пробует померятся силами с профессиональным борцом и побеждает. Директор цирка предлагает ему стать профессиональным борцом. Поддубный соглашается работать в цирке, позже знакомится с воздушной гимнасткой Мими. Скромный грузчик влюбляется с первого взгляда, а позже они вместе уезжают в Одессу. Но любимая жена, всегда и везде следовавшая за Иваном, трагически погибает, сорвавшись с трапеции....
Поддубный участвует в боях за титул чемпиона и побеждает известного французского борца. Позже главный герой эмигрирует в США и в 1925 - 26 гг. работает по контракту с американскими промоутерами. Но оказывается, что в контракте есть условие, по которому борец не может снять со счёта свои деньги раньше определённой даты. Это вызывает гнев героя, он решает порвать со своими партнерами и вернуться на родину. Чтобы купить билет на пароход, ему приходится сдать свои награды в ломбард. 
По возвращении в Россию, Поддубный едет к родителям и признаёт, что его отец был прав, когда сказал что его (Поддубного) кинут американские партнёры. Борец продолжает выступать в России.

## Актёры
| Актёр              | Роль                                                        |
| ------------------ | ----------------------------------------------------------- |
| Михаил Пореченков  | Иван Поддубный                                              |
| Дени Лаван         | Эжен, тренер Поддубного                                     |
| Владимир Ильин     | князь Друбич, менеджер Поддубного                           |
| Юрий Колокольников | граф Корсаков, менеджер Поддубного                          |
| Роман Мадянов      | директор цирка Твердохлебов                                 |
| Александр Михайлов | Максим Иванович, отец Поддубного                            |
| Екатерина Шпица    | Маша («Мими»), воздушная гимнастка, возлюбленная Поддубного |
| Максим Сапрыкин    | Ваня Поддубный в детстве                                    |
| Пётр Крылов        | Никита Поддубный, брат Ивана                                |
| Андрей Смолка      | Митрофан Поддубный, брат Ивана                              |
| Владимир Машук     | младший из братьев Подъярковых                              |
| Арсен Джемилёв     | еврей в ломбарде                                            |
| Андрей Дебрин      | еврей в ломбарде                                            |
| Василий Фурсенко   | Базиль де ля Тур («Француз»), цирковой борец                |
| Даулет Абдыгапаров | Кара Ахмед-паша («Турок»), цирковой борец                   |
| Людовик Леливр     | Рауль де Буше, французский борец                            |
| Михаил Крылов      | Терри Коувел, менеджер Поддубного в США                     |
| Тимофей Трибунцев  | эмигрант                                                    |
| Нина Антонова      | пожилая санитарка                                           |
| Лев Елисеев        | Николай Николаевич, член общества любителей борьбы          |
| Софи Эрин          | Банковская клеркша                                          |

## Критика
Как отметил Геннадий Устиян в статье на «Lenta.ru», «Поддубный» — наш ответ «Бешеному быку» и «Али». Жалко только, что эти фильмы сняты Мартином Скорсезе и Майклом Манном, а «Поддубный» достался режиссёру «Нашей Russia: яйца судьбы».
Кинокритик Антон Долин сказал, что «прямолинейный и последовательный, под стать своему герою, „Поддубный“ — образец наивного лубочного кино. Конечно, можно помечтать, в какой шедевр превратил бы этот материал гениальный Сергей Овчаров, но и создатель одного из лучших постсоветских народных хитов, комедии „Наша Russia. Яйца судьбы“, Глеб Орлов явно старался изо всех сил».
Татьяна Шоломова из агентства «Росбалт» отмечает, что «есть в ленте и почти ненавязчивое высказывание авторов о евреях-ростовщиках, просто в духе Фаддея Булгарина — видимо, оказалось невозможно удержаться от легкой дозы антисемитизма. Было бы совсем в духе времени, если бы удалось уличить в чём-нибудь неблаговидном американцев, но вот незадача — они действительно не присваивали денег Поддубного, хотя хитрый контракт и не позволил ему получить их по первому требованию — так и остались его полмиллиона на американских счетах».
Николай Кириченко в блоге на «Эхо Москвы», после некоторой критики признал, что «все же, „Иван Поддубный“ — фильм, сделанный вовсе неплохо. То, что он перевирает факты — несомненно; он сильно выиграл бы, окажись его протагонистом не реально живший боец, а выдуманный персонаж. Я даю фильму 7/10, но подозреваю, что Поддубный, увидь он про себя такой байопик, был бы куда менее снисходителен».

## Запрет на территории Украины
28 июля 2014 года Министерство культуры Украины лишило прокатных удостоверений фильм «Поддубный» и сериал «Белая гвардия». По мнению экспертов ведомства, они «демонстрируют пренебрежение к украинскому языку, народу и государственности», а «отдельные факты искажены и переписаны в пользу России».
30 октября 2014 года исполнитель главной роли в фильме Михаил Пореченков представил его в непризнанной республике ДНР.